# Private Dancer
A Private Dancer Tina Turner ötödik szólóalbuma, amely 1984-ben jelent meg a Capitol Records kiadásában és meghozta Tinának szólóénekesi áttörését. A lemez kirobbanó sikert aratott, világszerte több, mint 14 millió példányt adtak el belőle. Szerepel az 1001 lemez, amit hallanod kell, mielőtt meghalsz című könyvben.
A Private Danceren számos sláger hallható, úgy mint a listavezető What's Love Got To Do With It, a Let's Stay Together, a Better Be Good To Me, az I Can’t Stand the Rain vagy a címadó dal, amelyet Mark Knopfler írt.

## Az album dalai
| 1. | I Might Have Been Queen       | Rupert Hine, Jeanette Obstoj, Jamie West-Oram | 4:10 |
| 2. | What’s Love Got To Do With It | Terry Britten, Graham Lyle                    | 3:49 |
| 3. | Show Some Respect             | Terry Britten, Sue Shifrin                    | 3:18 |
| 4. | I Can’t Stand the Rain        | Don Bryant, Bernard Miller, Ann Peebles       | 3:41 |
| 5. | Private Dancer                | Mark Knopfler                                 | 7:11 |

| 1. | Let's Stay Together  | Al Green, Al Jackson Jr., Willie Mitchell | 5:16 |
| 2. | Better Be Good To Me | Mike Chapman, Nicky Chinn, Holly Knight   | 5:10 |
| 3. | Steel Claw           | Paul Brady                                | 3:48 |
| 4. | Help                 | John Lennon, Paul McCartney               | 4:30 |
| 5. | 1984                 | David Bowie                               | 3:09 |

## Közreműködők

### Zenészek
- Tina Turner – ének, háttérvokál
- Gary Barnacle – szaxofon
- Jeff Beck – gitár
- Terry Britten – gitár, ének, háttérvokál
- Graham Broad – dob
- Alex Brown – háttérvokál
- Alexandra Brown – ének
- Bob Carter – ütőhangszerek
- Leon "Ndugu" Chancler – dob
- Alan Clark – ütőhangszerek, billentyűk
- Mel Collins – szaxofon
- David Cullen – vonósok
- Cy Curnin – ének, háttérvokál
- Julian Diggle – ütőhangszerek
- David Ervin – szintetizátor
- Gwen Evans – ének, háttérvokál
- Charles Fearing – gitár
- Wilton Felder – basszusgitár, szaxofon
- Nick Glennie-Smith – billentyűk
- Glenn Gregory – ének, háttérvokál
- Rupert Hine – basszusgitár, ütőhangszerek, billentyűk, ének, háttérvokál
- John Illsley – basszusgitár
- Graham Jarvis – dob
- Hal Lindes – gitárr
- Billy Livsey – billentyűk
- Trevor Morais – dob
- Simon Morton – ütőhangszerek
- Tessa Niles – ének, háttérvokál
- Nick Plytas – szintetizátor, zongora
- Frank Ricotti – ütőhangszerek
- Ray Russell – gitár
- Joe Sample – szintetizátor, zongora
- Nick Smith – billentyűk
- David T. Walker – gitárr
- Greg Walsh – szintetizátor
- Martyn Ware – szintetizátor, ének, háttérvokál
- Jamie West-Oram – gitár
- Terry Williams – dob
- Richie Zito – gitár

### Produkció
- producer – Terry Britten, John Carter, Leon "Ndugu" Chancler, Wilton Felder, Rupert Hine, Joe Sample, Greg Walsh, Martyn Ware
- hangmérnök – F. Byron Clark, John Hudson, Walter Samuel, Greg Walsh, Stephen W Tayler
- keverés – John Hudson, Stephen W Tayler
- újrakeverés – Humberto Gatica
- mastering – Alan Yoshida
- programozás – David Ervin, Rupert Hine, Greg Walsh
- dob programozás – Martyn Ware
- vonósok hangszerelés – David Cullen
- hangszerelés – Greg Walsh, Martyn Ware
- válogatás producere – Akira Taguchi
- kreatív igazgató – Sam Gay
- művészeti vezető – Roy Kohara
- design – John O'Brien
- fényképek – Pete Ashworth